# أليكس ماكغريغور
أليكس ماكغريغور (بالإنجليزية: Alex McGregor)‏ هو لاعب كرة قدم بريطاني في مركز نصف الجناح، ولد في 12 نوفمبر 1950 في غلاسكو في المملكة المتحدة. لعب مع شروزبري تاون ونادي آير يونايتد ونادي ألدرشوت ونادي فارنبوروه ونادي هيبرنيان.